# Michael Dinner (Musiker)

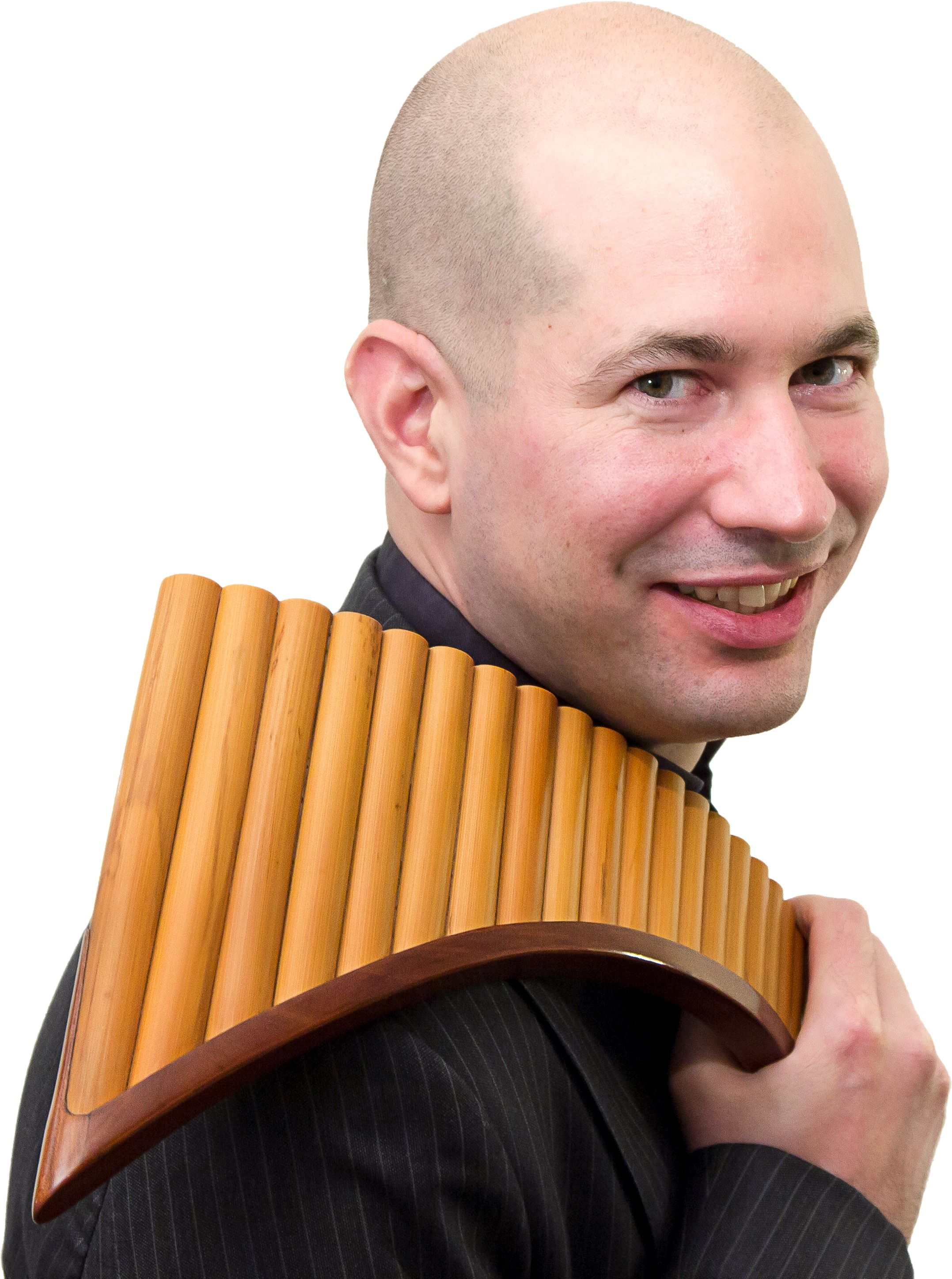
Michael Dinner (2010)

Michael Dinner (* 1974 in Zürich) ist ein Schweizer Panflötist, Panflötenbauer und Musikverleger. Er leitet seine eigene Panflötenschule und arbeitete mit Panflötisten wie Simion Radu, Damian Luca, Vasile Iovu und Cornel Pana zusammen.

## Leben
Die Aufnahmen Gheorghe Zamfirs machten Michael Dinner auf die Panflöte aufmerksam. 1993 lernte er den Panflötenbauer Thierry Tutellier kennen, von dem er einiges über den Panflötenbau erfuhr. 1995 wurde er von der Stadt Opfikon als Panflötenlehrer angestellt. 1997 übernahm Dinner die Produktion der Panflötenwerkstatt Tutelliers. Seither ist Dinner Berufsmusiker. Bei seinen Konzerten spielt er Musik aus Rumänien, dem Land der Nai-Panflöte. Rumänische Folklore ist auch auf seiner CD From romania with love zu hören, die er in Holland aufgenommen hat.
In dieser Zeit konnte Dinner von Dan Herford profitieren. Mit ihm zusammen organisiert er seit 2000 regelmässig das internationale Swiss Panflötenseminar. Gäste sind jeweils weltbekannte Panflötisten wie Damian Luca, Simion Radu, Cornel Pana oder Vasile Iovu, die ihm einiges weitergeben konnten. Seit dem Frühjahr 2002 unterrichtet er auch für die Musikschule Zürcher Unterland in seinem Musikstudio in Rümlang Kinder und Erwachsene aus dem Bezirk.
Auf dem Internationalen Panflöten Festival Fanica Luca 2003 in Rumänien erhielt Michael Dinner von der Fachjury eine Auszeichnung und er trat begleitet vom Orchester von Marin Alexandru auf. Auf dem Festival L’Esprit de Fanica Luca 2006 in Bukarest erhielt er den dritten Preis in seiner Kategorie und spielte mit dem Orchester von Gheorghe Popa Cununa Carpatilor auf einem Galakonzert. 2008 veröffentlichte er die ersten Live-Aufnahmen zusammen mit der Organistin Kiyomi Higaki. Bei Gheorghe Zamfir besuchte er Meisterkurse. Er hat auf dem zweiten Bildungsweg an der ZHDK eine musikpädagogische Ausbildung im Fach Panflöte absolviert und ist Mitglied des SMPV (Schweizerischer Musikpädagogischer Verband). Er ist Fachexperte für Stufentests im Kanton Zürich und Juror am Schweizerischen Jugendmusikwettbewerb SJMW.

## Diskografie
- From romania with love (2001)
- Panflöte&Orgel LIVE Recording mit Kiyomi Higaki (2008)
- Worldhits (2015)
- Romanian Folklore (2017)
- Klangfreuden mit Lisa Stoll (2017)
- Musique de Film mit Anne-Sophie Vrignaud (2019)